# Gisbert Schneider (Organist)
Gisbert Schneider (* 14. Januar 1934 in Wattenscheid; † 1. Dezember 2018 in Velbert) war Professor für künstlerisches Orgelspiel und Improvisation an der Folkwang Hochschule Essen und Kirchenmusikdirektor.
Aufgewachsen in Weimar, erhielt Schneider in den Jahren 1946 bis 1948 Orgelunterricht bei Johannes Ernst Köhler. Das Kirchenmusik- und Kapellmeisterstudium absolvierte er ab 1948 bei Siegfried Reda an der Folkwang Hochschule Essen und schloss es 1955 mit dem A-Examen ab. Bereits 1954 war er auf eine Kirchenmusikerstelle an der Christuskirche in Velbert berufen worden. Ab 1961 war er zudem Dozent an der Folkwang Hochschule Essen, 1970 wurde er dort zum Professor ernannt. Zum 1. Oktober 1969 übernahm er, nach dem frühen Tod seines Lehrers Siegfried Reda im Dezember 1968, die damals noch nebenamtliche Organistenstelle an der Petrikirche in Mülheim an der Ruhr, die er bis 1975 innehatte.
Er war Preisträger internationaler Orgelwettbewerbe und erhielt 1958 den Förderpreis des Landes Nordrhein-Westfalen. Neben der internationalen Konzerttätigkeit war er Jurymitglied internationaler Orgelwettbewerbe. Besonders enge wissenschaftliche Kooperationen gab es mit der Musikakademie Krakau bzw. Jan Jargon. Von Gisbert Schneider gibt es Rundfunk und Schallplattenaufnahmen sowie CD/SACD-Einspielungen. Er war Gründer und mehr als 50 Jahre Leiter der Kantorei Velbert. 1996 wurde ihm das Bundesverdienstkreuz verliehen.

## Diskografie (unvollständig)
- Wilhelm Middelschulte (1863–1943): Orgelwerke, Gisbert Schneider an der Großen Alexander-Schuke-Orgel im Dom zu Erfurt, Audio-CD 1997, Cybele Records
- Johann Sebastian Bach: Orgelwerke auf der großen Silbermann-Orgel im Dom zu Freiberg, Gisbert Schneider, Mehrkanal SACD abspielbar auch auf herkömmlichen CD-Playern, 2003, Cybele Records